# Memorial de Tanaka
O Memorial Tanaka (田中上奏文, Tanaka Jōsōbun)  é um suposto documento de planejamento estratégico japonês escrito em 1927, onde o Primeiro Ministro Barão Tanaka Giichi apresentou ao Imperador Hirohito uma estratégia para dominar o mundo. A autenticidade do documento foi aceita durante muito tempo e ainda hoje é citada em alguns livros chineses, mas o historiador John Dower afirma que "a maioria dos estudiosos agora concorda que se tratava de uma magistral fraude anti-japonesa".

## Contexto
O Memorial de Tanaka foi publicado pela primeira vez em dezembro de 1929 da publicação chinesa "時事月報" (Revista Mensal de Assuntos Atuais) em Nanquim, uma publicação chinesa de orientação nacionalista. Foi reproduzido em 24 de setembro de 1931 na China Critic, uma publicação em inglês de Xangai. O memorial contém as seguintes afirmações:
- Para dominar o mundo, é preciso dominar a Ásia;
- Para dominar a Ásia, é preciso dominar a China;
- Para dominar a China, é preciso dominar a Manchúria e a Mongólia;
- Se formos bem-sucedidos na conquista da China, o restante dos países do Atlântico e do Mar do Sul irão nos temer e se renderão;
- Assim o mundo vai perceber que o Leste da Ásia é nosso.

A tradução para o inglês deste documento esteve em circulação antes de fevereiro de 1934 e constituiu a base do artigo principal na primeira página da revista The Plain Truth, publicada por Herbert W. Armstrong em fevereiro daquele ano, embora tenha aparecido pela primeira vez na revista Internacional Comunista em 1931, ainda que em menor circulação.
O Memorial de Tanaka foi utilizado extensivamente pela propaganda dos Estados Unidos durante a guerra como uma espécie de equivalente japonês ao Mein Kampf. Os filmes A Batalha da China e Prelúdio da Guerra, de Frank Capra, da série de filmes vencedora do Oscar, Why We Fight, descrevem o Memorial de Tanaka como o documento que demonstrava o plano de guerra japonês contra os Estados Unidos. O Memorial de Tanaka foi representado igualmente no filme Know Your Enemy: Japan, também dirigido por Capra durante a guerra. Conforme apresentado nesses filmes, os cinco passos sequenciais para alcançar a meta de conquistas do Japão são:
1. Conquista da Manchúria;
2. Conquista da China;
3. Conquista da União Soviética ou da Sibéria;
4. Estabelecimento de bases no Pacífico;
5. Conquista dos Estados Unidos.

Hoje, sua autenticidade não é aceita pelos estudiosos, mas o Memorial de Tanaka foi amplamente aceito como autêntico nas décadas de 1930 e 1940, principalmente porque as ações do Japão correspondiam tão intimamente a tais planos. A autenticidade parecia ter ser confirmada pelo Incidente Mukden de 1931, a Segunda Guerra Sino-Japonesa de 1937, as Batalhas de Khalkhin Gol de 1939, a Invasão da Indochina francesa em 1940, o ataque a Pearl Harbor em 1941 e a Guerra do Pacífico subsequente. O historiador Barak Kushner afirma:
Havia vários erros históricos críticos no Memorial de Tanaka que demonstram claramente sua falsidade, mas o fato de a mensagem se sobrepor ao objetivo geral do Japão de subjugar militarmente a China coincidiu com a crença em outros lugares de que o Memorial era genuíno.
Em 1940, Leon Trotsky publicou um relato de como o documento supostamente veio à luz. A inteligência soviética o obteve de uma agente infiltrado de alto escalão em Tóquio, mas não quis comprometer sua própria segurança publicando-a abertamente, de modo que a vazaram através de contatos que tinham nos Estados Unidos.
O jornalista e historiador popular Edwin P. Hoyt escreveu que o Memorial de Tanaka era uma representação precisa "do que o Primeiro Ministro Tanaka havia dito e do que os supernacionalistas vinham dizendo há meses". Iris Chang acrescenta que o governo japonês da época era tão dominado por facções que seria impossível executar esse plano desse tipo em qualquer caso. O historiador Meirion Harries escreveu que o Memorial de Tanaka Memorial "foi um dos 'truques sujos' mais bem-sucedidos do século XX - um documento falso tão brilhantemente concebido que trinta anos depois os ocidentais ainda estavam sendo atraídos por ele". Da mesma forma, o historiador William G. Beasley afirma que "a natureza deste documento, publicada de várias maneiras em inglês e chinês, não traz convicção quanto à sua autenticidade". Haruo Tohmatsu, professor de Diplomacia e História de Guerra das Relações Internacionais da Academia Nacional de Defesa do Japão, afirma que "o 'Memorial Tanaka' nunca existiu, mas a conferência de Dalian daquele ano adotou resoluções que refletiam essas ideias".

## Especulação de falsificação
No verão de 1927 (27 de junho a 7 de julho ), Tanaka convocou uma "Conferência do Extremo Oriente" com membros do Ministério das Relações Exteriores do Japão, Ministério do Exército, Ministério da Marinha e Ministério das Finanças. No entanto, em vez de produzir um plano mestre de dominação mundial, o resultado da Conferência foi um consenso aproximado de que o Japão deveria apoiar o governo do Kuomintang na China contra os Comunistas chineses, desde que os japoneses pudessem convencer o general Zhang Zuolin a consolidar sua base em uma Manchúria virtualmente autônoma, que serviria como um estado-tampão, e acabaria por cair sob domínio japonês. Alega-se que o Memorial de Tanaka é um relatório secreto desta conferência.
Quando os Aliados procuraram documentos incriminadores para apoiar as acusações de crimes de guerra após a rendição do Japão, nenhum rascunho ou cópia de qualquer coisa correspondente ao Memorial de Tanaka apareceu entre eles; um "original" japonês nunca foi obtido, apesar dos extensos esforços de pesquisa.
A origem do Memorial ainda está em questão. Como a edição inicial do Memorial foi em chinês, alguns historiadores japoneses o atribuíram a fontes chinesas, provavelmente Nacionalistas ou Comunistas chineses.
Houve alegações de falsificação por parte da União Soviética para incentivar a guerra entre a China e o Japão e, assim, promover os interesses soviéticos. As duas teorias não são mutuamente exclusivas, já que o Partido Comunista da China era um braço da Internacional Comunista sob controle da União Soviética, e a política soviética da década de 1930 era travar uma guerra de propaganda contra o expansionismo japonês. Além disso, a primeira tradução do Memorial para o inglês foi feita pelo Partido Comunista dos Estados Unidos e publicada na edição de dezembro de 1931 da revista International Internacional. Mais tarde, foi reimpresso em formato de livro.
Em 1939, Peter Fleming afirmou ter produzido uma 'atualização' para o Memorial de Tanaka, escrevendo um relatório imaginário sobre uma conferência estratégica secreta de dos Aliados, com a presença do líder do Kuomintang, Chiang Kai-shek, e o vazamento para os japoneses. Isso indica que o Memorial de Tanaka já era conhecido pelos britânicos como sendo uma falsificação mesmo antes da Segunda Guerra Mundial. Embora o Memorial de Tanaka ainda seja mencionado em jornais e livros didáticos na China, a maioria dos historiadores japoneses afirma que o documento é uma falsificação.
Em 1995, Vitaliy Pavlov, um oficial de alto escalão aposentado da NKVD, escreveu sobre o Memorial de Tanaka no jornal de Moscou Novosti Razvedki I Kontrrazvedki (Notícias de Inteligência e Contra-Inteligência). Pavlov disse que o trabalho era uma falsificação preparada pela União Soviética em 1931 para semear sentimentos anti-japoneses nos EUA e na Europa, embora desde sua publicação em 1929, isso pareça improvável.